# 总稽核
總稽核（comptroller）是經理級職務，在一個組織內負責監督會計與財務報表的品質。通常為財務最高負責人。 
在英聯邦國家，auditor general、comptroller general通常是對政府機構或國有企業的外部審計負責人。在美國政府機構，comptroller實際上是首席財務官。
在商務管理中，comptroller有廣泛職責，包括領導財務工作到內部控制，會簽費用與承諾（commitment）。

## 词源
comptroller是controller的异体。"cont-"或"count-"与"compt-"相关，是动词"count"的异体。与"control"无关。
comptroller起源于15世纪的法语词compte ("an account")与中古英语 countreroller (查账的人)。 这可以解释该词发音与"controller"相同，尽管拼写不同。
在企业，该单词通常拼写为 controller；在政府部门，通常拼写为comptroller。